# Mitjà de comunicació social

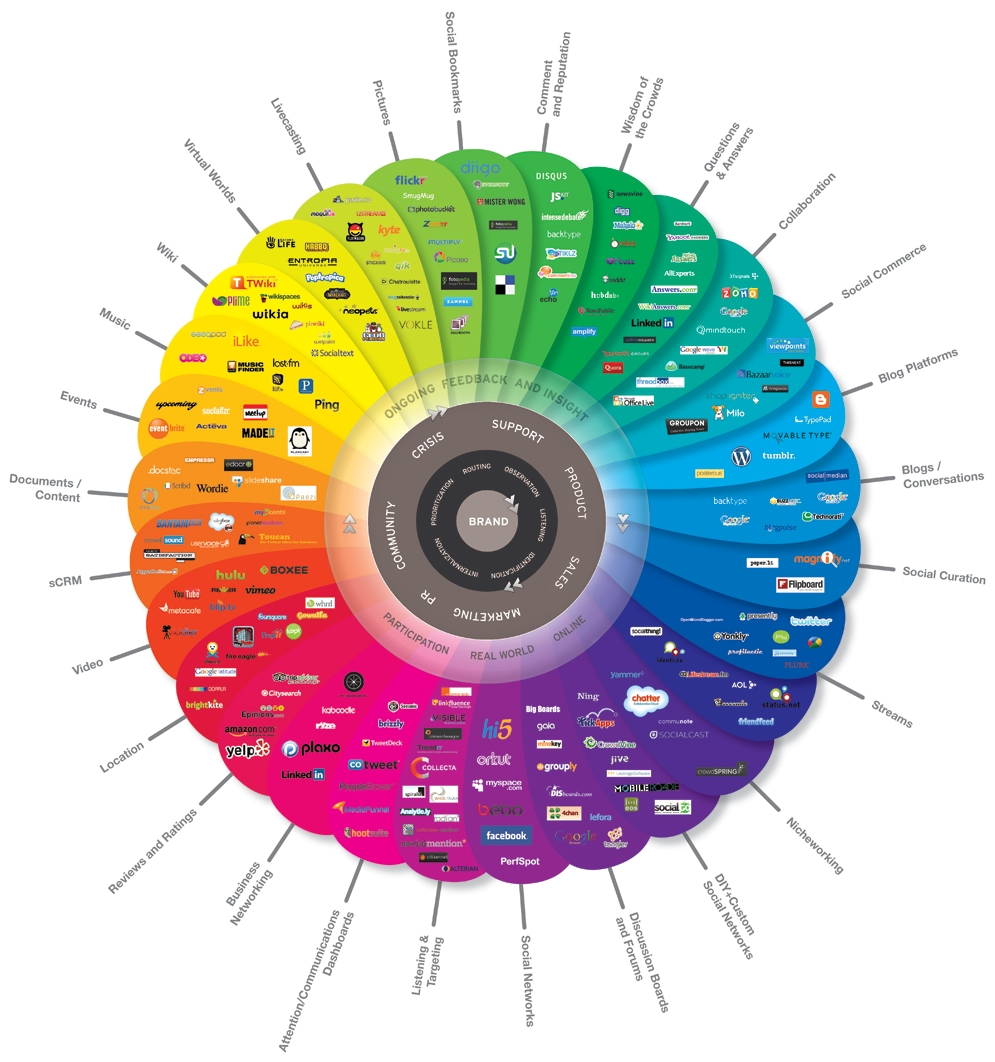
Diagrama que mostra una classificació de diversos mitjans de comunicació social

Els mitjans de comunicació social o mitjans socials que conformen les xarxes socials són tecnologies interactives que faciliten la creació i l'intercanvi d'informació, idees, interessos i altres formes d'expressió a través de comunitats i xarxes virtuals. Tot i que definir els mitjans de comunicació social no és fàcil a causa de la varietat de serveis de comunicació social autònoms i integrats disponibles actualment, hi ha algunes característiques comunes:
1. Els mitjans de comunicació social són aplicacions interactives basades en Internet Web 2.0.[5][2]
2. El contingut generat per l'usuari, com ara publicacions de text o comentaris, fotos o vídeos digitals, i dades generades a través de totes les interaccions en línia, és l'element vital dels mitjans de comunicació socials.[2]
3. Els usuaris creen perfils específics del servei per al lloc web o l'aplicació que l'organització de xarxes socials dissenya i manté.[2][6]
4. Els mitjans de comunicació social ajuden al desenvolupament de xarxes socials en línia connectant el perfil d'un usuari amb el d'altres individus o grups.[2][6]

El terme social pel que fa als mitjans suggereix que les plataformes estan centrades en l'usuari i permeten l'activitat comunitària. Com a tal, els mitjans de comunicació social es poden veure com a facilitadors o potenciadors en línia de xarxes humanes: pàgines web o individus que milloren la connectivitat social.
Els usuaris solen accedir als serveis de comunicació social a través d'aplicacions web en ordinadors de sobretaula o serveis de descàrrega que ofereixen funcionalitats de mitjans de comunicació social als seus dispositius mòbils (p. ex., telèfons intel·ligents i tauletes). A mesura que els usuaris participen amb aquests serveis electrònics, creen plataformes altament interactives que les persones, les comunitats i les organitzacions poden compartir, co-crear, discutir, participar i modificar el contingut generat per l'usuari o publicat en línia. A més, els mitjans de comunicació social s'utilitzen per documentar records del passat, conèixer i explorar esdeveniments, anunciar-se i formar amistats juntament amb el creixement d'idees a partir de la creació de blocs, podcasts, vídeos i llocs de jocs. Aquesta relació canviant entre els humans i la tecnologia és el focus del camp emergent dels autoestudis tecnològics. Alguns dels llocs web dels mitjans de comunicació social més populars, amb més de 100 milions d'usuaris registrats, inclouen Facebook (i el seu Facebook Messenger associat), TikTok, WeChat, Instagram, QZone, Weibo, Twitter, Tumblr, Baidu Tieba i LinkedIn. Segons la interpretació, altres plataformes populars que de vegades s'anomenen serveis de xarxes socials inclouen YouTube, QQ, Quora, Telegram, WhatsApp, Signal, LINE, Snapchat, Pinterest, Viber, Reddit, Discord, VK, Microsoft Teams i més. Els wikis són exemples de creació de contingut col·laboratiu.
Els mitjans de comunicació social es diferencien dels mitjans tradicionals (per exemple, revistes i diaris impresos, televisió i emissions de ràdio) en molts aspectes, com ara qualitat, abast, freqüència, usabilitat, rellevància i permanència. A més, els mitjans de comunicació social operen en un sistema de transmissió dialògic, és a dir, moltes fonts a molts receptors, mentre que els mitjans de comunicació tradicionals operen sota un model de transmissió monològic (és a dir, d'una font a molts receptors). Per exemple, un diari es fa arribar a molts subscriptors i una emissora de ràdio emet els mateixos programes a tota una comunitat d'oients.
Des de l'expansió dramàtica d'Internet, els mitjans digitals es poden utilitzar per representar o identificar una cultura. Estudiar de quina manera la retòrica que existeix a l'entorn digital s'ha convertit en un nou procés crucial per a molts estudiosos.
Alguns estudiosos han observat una àmplia gamma d'impactes positius i negatius quan es tracta de l'ús de les xarxes socials. Les xarxes socials poden ajudar a millorar la sensació de connexió d'un individu amb comunitats reals o en línia i poden ser una eina de comunicació (o màrqueting) eficaç per a corporacions, empresaris, organitzacions sense ànim de lucre, grups de defensa, partits polítics i governs. Els observadors també han vist que hi ha hagut un augment dels moviments socials que utilitzen les xarxes socials com a eina de comunicació i organització de reivindicacions polítiques.

## Història

### Informàtica primerenca
El sistema PLATO es va llançar el 1960, després de ser desenvolupat a la Universitat d'Illinois i posteriorment comercialitzat per Control Data Corporation. Va oferir les primeres formes de funcions de xarxes socials amb innovacions de l'època de 1973 com Notes, l'aplicació de fòrum de missatges de PLATO; TERM-talk, la seva funció de missatgeria instantània; Talkomatic, potser la primera sala de xat en línia; News Report, un diari en línia i un bloc participatiu; i llistes d'accés, que permeten al propietari d'un fitxer de notes o d'una altra aplicació limitar l'accés a un determinat conjunt d'usuaris, per exemple, només amics, companys de classe o companys de feina.
ARPANET, que va entrar en línia per primera vegada el 1967, a finals de la dècada de 1970 havia desenvolupat un ric intercanvi cultural d'idees i comunicació no governamentals i empresarials, així com es demostra l'etiqueta de la xarxa (o 'netiqueta') descrit en un manual sobre informàtica de 1982 a l'Artificial Intelligence Laboratory del MIT. ARPANET va evolucionar cap a Internet després de la publicació de la primera especificació del Transmission Control Protocol (TCP), RFC 675 (Specification of Internet Transmission Control Program), escrit per Vint Cerf, Yogen Dalal i Carl Sunshine el 1974. Això es va convertir en la fundació de Usenet, concebut per Tom Truscott i Jim Ellis el 1979 a la Universitat de Carolina del Nord a Chapel Hill i Duke University, i establert el 1980.
Un precursor del sistema de taulers d'anuncis (BBS), conegut com a memòria de la comunitat, va aparèixer l'any 1973. Els veritables BBS electrònics van arribar amb el sistema de taulers d'anuncis informàtics a Chicago, que es va posar en línia per primera vegada el 16 de febrer de 1978. En poc temps, la majoria de les grans ciutats tenien més d'un BBS funcionant amb TRS-80, Apple II, Atari, IBM PC, Commodore 64, Sinclair i ordinadors personals similars. L'IBM PC es va introduir l'any 1981, i els models posteriors d'ordinadors Mac i PC es van utilitzar durant la dècada de 1980. Múltiples mòdems, seguits d'un maquinari de telecomunicacions especialitzat, van permetre que molts usuaris estiguessin en línia simultàniament. Compuserve, Prodigy i AOL van ser tres de les empreses BBS més grans i van ser les primeres a migrar a Internet als anys noranta. Entre mitjans de la dècada de 1980 i mitjans de la dècada de 1990, els BBS es van comptar amb desenes de milers només a Amèrica del Nord. Els fòrums de missatges (una estructura específica de les xarxes socials) van sorgir amb el fenomen BBS al llarg dels anys vuitanta i principis dels noranta. Quan la World Wide Web (WWW, o 'la web') es va afegir a Internet a mitjans dels anys noranta, els fòrums de missatges van migrar a la web, convertint-se en fòrums d'Internet, principalment a causa del preu més barat per accés, així com la capacitat de gestionar moltes més persones simultàniament que els bancs de mòdems de telecomunicacions.
La tecnologia d'imatge digital i el semiconductor de sensor d'imatge van facilitar el desenvolupament i l'auge de les xarxes socials. Avenços en la fabricació de dispositius semiconductors de transistor d'efecte de camp metall-semiconductor (MOS), assolint nivells més petits de micres i després submicres durant la dècada de 1980-1990, va conduir al desenvolupament del sensor de píxels actius (APS) NMOS (MOS de tipus n) a Olympus el 1985, i després el sensor de píxels actius MOS complementari (CMOS) (sensor CMOS) al Jet Propulsion Laboratory (JPL) de la NASA el 1993. Els sensors CMOS van permetre la proliferació massiva de càmeres digitals i telèfons amb càmera, la qual cosa va reforçar l'auge de les xarxes socials.

### Desenvolupament de plataformes de xarxes socials

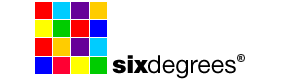
SixDegrees, llançat el 1997, sovint és considerat el primer lloc web de xarxes socials.

El desenvolupament de les xarxes socials va començar amb plataformes senzilles. GeoCities va ser un dels primers servei de xarxes socials, llançat el novembre de 1994, seguit de Classmates.com el desembre de 1995 i SixDegrees.com el maig de 1997. A diferència dels clients de missatgeria instantània (p. ex., ICQ i AIM d'AOL) o clients de xat (p. ex., IRC, iChat o Chat Television), SixDegrees va ser el primer negoci en línia que es va crear per a persones reals, utilitzant els seus noms reals. D'aquesta manera, segons CBS News, SixDegrees és "àmpliament considerat com el primer lloc web de xarxes socials", ja que incloïa "perfils, llistes d'amics i afiliacions escolars" que podien ser utilitzats pels usuaris registrats. La investigació del 2015 mostra que el món va passar el 22% del seu temps en línia a les xarxes socials, això suggereix la popularitat de les plataformes de xarxes socials. S'especula que l'augment de la popularitat de les xarxes socials es deu a l'ús quotidià generalitzat dels telèfons intel·ligents. Fins a 4.950 milions d'usuaris de xarxes socials a tot el món es van trobar actius en telèfons intel·ligents a l'octubre del 2023.

## Mitjans socials i els mitjans de comunicació de masses
El terme «Social Media» és utilitzat com a contrast del conegut «Mass media» (mitjans de comunicació de masses) per expressar l'enorme canvi de paradigma que estan vivint els mitjans de comunicació en l'actualitat. La majoria de les vegades el terme és utilitzat per referir-se a activitats que integren la tecnologia, les telecomunicacions mòbils i la interacció social, en forma de converses, fotografies, imatges, vídeos i pistes d'àudio.
Les converses que poblen els mitjans socials i la manera en què es presenta la informació, depèn d'una varietat de perspectives i de la construcció d'un propòsit comú entre les comunitats que s'articulen entorn d'elles. Típicament en un mitjà social les persones comparteixen les seves històries i les seves experiències amb uns altres, de manera natural.
També s'han usat altres termes per referir-se als mitjans de comunicació social «com a contingut generat per l'usuari» o «mitjans de comunicació generats pel consumidor».
Els mitjans socials de comunicació són diferents dels mitjans de comunicació industrial, tals com a periòdics, canals de televisió i emissores de ràdio. Els mitjans socials usen eines, algunes relativament barates, que permeten a qualsevol persona, publicar i tenir accés al contingut, mentre que els mitjans industrials en general, requereixen un capital financer per iniciar operacions, actius com a màquines sofisticades per a la impressió, equips i antenes per a una emissora de radi o la concessió d'una llicència de l'espectre radioelèctric.
Una característica que comparteixen els mitjans socials i els mitjans de comunicació de masses és la capacitat d'arribar a un públic gran encara que decideixin dedicar-se a un petit nínxol; per exemple, una publicació o un programa de TV d'un mitjà tradicional poden arribar a milions de persones en moltes parts del món.

## Ús per part d'organitzacions

### Govern
Els governs poden utilitzar les xarxes socials per a (per exemple):
- fer arribar la seva opinió al públic
- interactuar amb la ciutadania
- fomentar la participació ciutadana
- promoure un govern obert
- analitzar/monitorar l'opinió pública i l'activitat
- informar el públic sobre riscos i salut pública.[28]

#### Forces de l'ordre
Les xarxes socials són àmpliament utilitzades en investigacions civils i criminals. També s'usen per buscar persones desaparegudes. Els departaments de policia sovint utilitzen comptes oficials a xarxes socials per interactuar amb el públic, donar cobertura a les activitats policials i millorar la imatge de les forces de l'ordre; i al contrari, els vídeos d'abús policial i altres infraccions gravats per ciutadans sovint es publiquen a les xarxes socials.

### Empresa
Moltes empreses utilitzen les xarxes socials per a màrqueting, creació de marca, publicitat, comunicació, promocions, formació informal dels empleats/desenvolupament de l'organització, anàlisi de la competència, selecció de personal, gestió de relacions/programs de fidelització, i comerç electrònic. Segons Northbeam, al voltant del 70% de les despeses de les empreses en publicitat per a tots els usuaris es destinen a Facebook/Instagram. Les empreses utilitzen eines de monitoratge de xarxes socials per fer un seguiment i analitzar les discussions, ajudant en màrqueting, vendes i altres programes. Les eines varien des d'aplicacions bàsiques gratuïtes fins a eines amb subscripció. Les xarxes socials proporcionen informació sobre tendències en la indústria. En el sector financer, les empreses utilitzen les xarxes socials com a eina d'anàlisi de sentiment de mercat. Es fan servir per promoure productes financers, seguir tendències del mercat i detectar operacions d'informació privilegiada. Per aprofitar aquestes oportunitats, les empreses necessiten recomanacions per a l'ús de cada plataforma.

## Classificació de mitjans socials
Les tecnologies de mitjans socials apareixen en diferents formats entre els quals destaquen: blocs, xarxes professionals, xarxes socials d'empreses, fòrums, microblocs, compartir fotos, crítica de productes o serveis, marcadors socials, jocs socials, xarxes socials, compartir vídeos i mons virtuals.